# Прокопчук Вадим Миколайович
Вади́м Микола́йович Прокопчу́к (2001—2024) — військовослужбовець Збройних сил України, учасник російсько-української війни, що загинув у ході російського вторгнення в Україну. Кавалер ордену «За мужність» ІІІ ступеня.

## Життєпис
Народився 17 лютого 2001 в селі Човниця. Був музикантом, грав на тромбоні. Був членом спільноти Євангельських християн баптистів.
Закінчив Волинський фаховий коледж культури та мистецтв імені Ігоря Стравінського. У 2023 році став випускником Національної музичної академії України імені П.І. Чайковського. Вадим грав на тромбоні. Паралельно з навчанням підпрацьовував у різних музичних гуртах, а також на будівництві .
Із початком повномасштабного російського вторгнення хлопець долучився до лав ТрО. Брав участь у звільненні Київщини в складі 100-ї бригади. У березні 2023-го перевівся до 3-ї окремої штурмової бригади ЗСУ, де командував підрозділом .
У вересні 2022 року одружився.

## Загибель
Загинув 12 лютого 2024 біля населеного пункту Авдіївка Донецької області.
Похований 17 лютого, на власний день народження, у Ківерцях